# Внучка (приток Тезы)
Внучка — река в России, протекает в Шуйском районе Ивановской области. Устье реки находится в 65,1 км по левому берегу реки Теза. Длина реки составляет 24 км, площадь водосборного бассейна — 117 км².
Исток реки находится у деревни Тепляково в 13 км к северо-востоку от центра города Шуя. Верховья зарегулированы системой каналов на торфоразработках. Река течёт на юго-запад, протекает деревни Афанасьевское, Филатово, Арефино, Севастьяново, Ивашково, Максимиха, Паршигино, Милюковка, Орлово. Впадает в Тезу ниже города Шуя, у деревни Польки.

## Данные водного реестра
По данным государственного водного реестра России относится к Окскому бассейновому округу, водохозяйственный участок реки — Клязьма от города Ковров и до устья, без реки Уводь, речной подбассейн реки — бассейны притоков Оки от Мокши до впадения в Волгу. Речной бассейн реки — Ока.
Код объекта в государственном водном реестре — 09010301112110000033419.